# Eulophia macrantha
Eulophia macrantha är en orkidéart som beskrevs av Robert Allen Rolfe. Eulophia macrantha ingår i släktet Eulophia och familjen orkidéer. Inga underarter finns listade i Catalogue of Life.